# Laminacauda tristani
Laminacauda tristani là một loài nhện trong họ Linyphiidae.
Loài này thuộc chi Laminacauda. Laminacauda tristani được Alfred Frank Millidge miêu tả năm 1985.